# Топычканов, Сергей Николаевич
Сергей Николаевич Топычканов (род. 14 мая 1965) — советский и российский игрок в хоккей с мячом, защитник, тренер, мастер спорта России международного класса (1994).

## Карьера

### Клубная
Начал играть в хоккей с мячом в Первоуральске в 1974 году в детской команде «Бригантина», с 1977 года — в школе «Уральского трубника».
Игровую карьеру начал в сезоне 1981/82 в составе «Уральского трубника», представляющего высшую лигу чемпионата СССР.
В 1983 году в связи с призывом на срочную военную службу перешёл в свердловский СКА, с которым продолжил выступления до 1995 года, завоевав с командой золотые медали чемпионата России сезона 1993/94.
Сезон 1995/96 провёл в Швеции в клубе «Молилла», представляющий второй по силе дивизион шведского клубного хоккея с мячом.
В 1996 году вернулся в СКА, выступая за команду следующие пять сезонов игровой карьеры, в сезоне 2000/01 исполняя обязанности играющего тренера команды.
С 2001 по 2003 год был игроком казанской «Ракеты».
В 2003 году вернулся в «СКА-Свердловск», выступая за команду до 2007 года.
Рекордсмен СКА/«СКА-Свердловск» по сыгранным матчам в высших дивизионах чемпионатов СССР/СНГ/России (531 матч), превзойдя достижение Александра Измоденова, и в высшем дивизионе чемпионатов России (313 матчей).
C 2007 по 2009 год в команде «СКА-Свердловск»-2 в качестве играющего тренера.
С 2009 по 2013 год вновь в составе «СКА-Свердловска», который с сезона 2009/10 представлял второй по силе дивизион российского клубного хоккея с мячом, став фарм-клубом «Уральского трубника», получив в первой лиге место расформированной второй команды клуба «СКА-Свердловск». До 2011 года исполнял обязанности играющего тренера команды.
После завершения игровой карьеры работает с детско-юношескими командами Екатеринбурга.

### Сборная СССР/России
В составе юниорской сборной СССР становится серебряным призёром первенства мира 1984 года.
За сборную СССР в 1990—1991 годах провёл 10 товарищеских матчей, забил 2 мяча.
За сборную России в 1994—1997 годах провёл 10 матчей на чемпионатах мира 1995 и 1997 годов, 6 матчей на Международном турнире на призы Правительства России 1996 года (в матчах турнира 1994 года участия не принимал, но был в заявке сборной), а также 10 товарищеских матчей.

## Достижения
«Уральский трубник»
 Чемпион СССР среди юношей (2): 1981, 1982
СКА (Екатеринбург)
 Чемпион России: 1993/94 

 Серебряный призёр чемпионата СНГ: 1991/92 

 Бронзовый призёр чемпионата СССР: 1989/90 

 Финалист Кубка России: 1995 

 Финалист Кубка европейских чемпионов: 1994 

 Чемпион Спартакиады народов СССР: 1986 (в составе сборной Свердловской области) 

 Чемпион СССР среди юниоров: 1984 

 Чемпион России по мини-хоккею (2): 1993, 1996 

 Серебряный призёр чемпионата России по мини-хоккею (2): 1999 (в составе команды «Маяк» Краснотурьинск), 2005 

 Бронзовый призёр чемпионата России по мини-хоккею: 1995 

 Финалист Кубка мира по ринк-бенди: 1991
«Ракета»
 Финалист Кубка России: 2002
Сборная России
 Серебряный призёр чемпионата мира (2): 1995, 1997 

 Серебряный призёр Международного турнира на призы Правительства России (2): 1992 (в составе сборной клубов России), 1996 

 Бронзовый призёр Международного турнира на призы Правительства России: 1994 

 Серебряный призёр чемпионата мира среди юниоров: 1984 

 Чемпион мира по ринк-бенди: 1994 

 Серебряный призёр чемпионата мира по ринк-бенди: 1996
Личные
- В списке 22-х лучших игроков сезона (6): 1992, 1993, 1994, 1995, 1997, 1998
- Лучший защитник сезона (3): 1993, 1994, 1995

### Комментарии
1. ↑  Количество игр и голов за клуб(ы) в высшем дивизионе чемпионатов СССР/СНГ/России
2. ↑  Результативные передачи